# Richia decipiens
Richia decipiens là một loài bướm đêm trong họ Noctuidae.